# أبو الحسن بني صدر
أبو الحسن بني صدر (22 مارس 1933 - 9 أكتوبر 2021) أول رئيس لإيران بعد الثورة الإيرانية سنة 1979، التي انتصرت وأنهت الحكم الملكي. وكان أيضًا رئيسًا للمجلس الثوري والمدير المسؤول لصحيفة الثورة الإسلامية.
كان أبو الحسن بني صدر شيعيا اثني عشريا ولد في همدان الإيرانية، تولّى مؤقتاً منصب وزير الشئون الخارجية في إيران من 12 نوفمبر 1979 بعد إبراهيم يزدي وتلاه في هذا المنصب صادق قطب زاده.
تولّى رئاسة الجمهورية الإيرانية في 4 فبراير 1980 حتى 21 يونيو 1981 ليليه في هذا المنصب محمد علي رجائي.

## حیاته
ولد أبو الحسن بني صدر في مقاطعة همدان في إيران، وكان والده نصر الله من رجال الدين النافذين في همدان والذي كانت تربطه صداقة مع روح الله الخميني. درس بني صدر الاقتصاد والحقوق الإسلامية في جامعة طهران، وكان ناشطا في مؤسسة الدراسات والبحوث الاجتماعية لمدة 4 سنين.
تزوج بني صدر سنة 1962 من عذراء حسيني وأنجب منها بنتين وولدا.
شغل بني صدر منصب ممثل طلاب كلية حقوق جامعة طهران في مؤتمر الجبهة الوطنية الإيرانية سنة 1963 و منصب مسؤول منظمة طلاب الجبهة الوطنية الإيرانية في جامعة طهران.

## نضاله السياسي
شارك في مكافحة الشاه في الحركات الطلابية في أوائل سنة 1960، و سُجِن مرتين، وأُصيب خلال انتفاضة عام 1963، ثم فرَّ إلى فرنسا وانضم إلى مجموعة المقاومة الإيرانية بقيادة روح الله الخميني. وعاد إلى إيران مع الخميني في أيام الثورة التي بدأت في فبراير 1979، وكان نائب وزير الاقتصاد والمالية والقائم بأعمال وزير الخارجية لفترة قصيرة خلال عام 1979، ووزيراً للمالية من 1979 إلى 1980، درس المالية والاقتصاد في فرنسا (بكالوريوس وماجستير في إدارة الأعمال).

## توليه الرئاسة
انتخب رئيساً لأربع سنوات في 25 يناير 1980، بنسبة 78.9 بالمائة من الأصوات وذلك في انتخابات تنافسية ضد: أحمد مدني، حسن حبيبي، صادق الطبأطبائي، داريوش فرهود، صادق قطب زاده، سامي كاظم، ومحمد ماكري، وحسن غفوريفرد، وآية حسن. بدأ تولي الرئاسة فعلياً في 4 فبراير 1980، ولكن بقي الخميني هو القائد الأعلى لإيران، مع السلطة الدستورية لإقالة الرئيس. استمرت الخطابات من المستشفى حيث كان الخميني يتماثل للشفاء من أمراض قلبية.
لم يكن أبو الحسن بني صدر رجل دين، ولهذا حاز على هذا المنصب وذلك لإصرار الخميني في بداية حكمه على أن رجال الدين لا ينبغي لهم الترشح للمناصب في الحكومة. في أغسطس وسبتمبر 1980 نجا من حادث تصادم بين مروحيتين بالقرب من الحدود الإيرانية العراقية. اختلف أبو الحسن بني الصدر مع الخميني بعد أن اتهمه الأخير بضعف الأداء في قيادة القوات الإيرانية في الحرب العراقية الإيرانية، تمت تنحيته في 10 حزيران 1981 من موقع مسؤوليته بسبب معارضته لاستمرار الحرب بين إيران والعراق.

## الاتهام
اُتهم أبو الحسن بني الصدر بالتقصير في 21 يونيو 1981 من قبل رئيس المجلس (البرلمان الإيراني) بدعوى أنه يتحرك ضد رجال الدين في السلطة، وعلى وجه التحديد ضد محمد بهشتي رئيس السلطة القضائية في ذلك الوقت. ويبدو أن الإمام الخميني هو الذي حرّض على إقالته التي وقعها في اليوم التالي 22 يونيو 1981.
وحتى قبل أن يوقّع الإمام الخميني على وثائق اتهامه، استولت الباسدران على المباني السياسية والحدائق وسجنت الكتـّاب الذين يعملون لحساب صحيفة ترتبط ارتباطاً وثيقاً بأبو الحسن بني صدر. وفي الأيام التي تلت ذلك أُعـدِم عدد من أصحابه المقرّبين، ومنهم حسين نواب، رشيد صدر الحفاظي، ومنوشهر مسعودي.
وكان آية الله العظمى حسين علي المنتظري هو واحد من القلائل في الحكومة الذين دعموا أبو الحسن بني صدر، وكيفما كان فإن حسين علي المنتظري كان قد جُـرّد من سلطته في وقت لاحق وسُـجِن لسنوات. وأفشى في وقت لاحق أن مجموعة من الحرّاس الذين عُـيـّــنوا في مهمة القبض على أبو الحسن بني صدر قيل لهم بأن القضاء عليه مفضّل على الحصول عليه لإلقائه في السجن.
بقي أبو الحسن بني صدر مختبئاً لمدة ستة أسابيع. وفي 10 يوليو 1981 قام بحلق شاربه وارتدى الزي الرسمي للقوات الجوية الإيرانية وركب على متن طائرة بوينغ 707 يقودها الطيـّار العقيد بهزاد موعضي، وسلكت الطائرة طريق قريب للحدود التركية قبل أن تنحرف في المجال الجوي التركي حيث أن الطائرات الإيرانية لا يمكن أن تطارد، ثم طار أبو الحسن بني الصدر من تركيا إلى كاتشان في فرنسا برفقة مسعود رجوي، زعيم منظمة مجاهدي خلق.
عاش في فرساي قرب من باريس، في دارة تخضع للحراسة المشددة من الشرطة الفرنسية.

## وفاته
توفي في 9 أكتوبر 2021 ميلاديًّا، الموافق 3 ربيع الأول 1443 هجريًّا في العاصمة الفرنسية باريس عن عمر ناهز الثامنة والثمانين.

## وصلات خارجية
- أبو الحسن بني صدر على موقع الموسوعة البريطانية (الإنجليزية)
- أبو الحسن بني صدر على موقع مونزينجر (الألمانية)
- أبو الحسن بني صدر على موقع إن إن دي بي (الإنجليزية)
- أبو الحسن بني صدر على موقع ديسكوغز (الإنجليزية)

| المناصب السياسية | المناصب السياسية                                 | المناصب السياسية    |
| ---------------- | ------------------------------------------------ | ------------------- |
| سبقه -           | رئيس الجمهورية الإسلامية في إيران 1980 م -1981 م | تبعه محمد علي رجائي |